# Isola Hemphill
L'isola Hemphill (in inglese Hemphill Island) è una piccola isola antartica ricoperta dai ghiacci facente parte dell'arcipelago Windmill.
Localizzata ad una latitudine di 66° 23' sud e ad una longitudine di 110°34' est, l'isola si trova tra i monti Robinson e l'isola Odbert. La zona è stata mappata per la prima volta mediante ricognizione aerea durante l'operazione Highjump e l'operazione Windmill, negli anni 1947-1948. È stata intitolata dalla US-ACAN a George R. Hemphill, meteorologo del team della stazione Wilkes dell'anno 1961.